# Protoxerus
Protoxerus és un gènere de rosegador de la família dels esciúrids que conté dues espècies oriündes de les selves africanes. Es desplacen per les copes dels arbres mentre busquen núcules i fruita. A les zones on hi ha moltes palmeres d'oli, les espècies de Protoxerus presenten taques de color taronja al pelatge, provocades per les secrecions d'aquests arbres.
L'esquirol gegant de Stanger (P. stangeri) és un dels mamífers més comuns de les selves africanes, però no se sap gaire cosa sobre la mida de les poblacions d'esquirol gegant cuaprim (P. aubinnii).